# Aleksandr Čumakov
Aleksandr Dmitrievič Čumakov (in russo Александр Дмитриевич Чумаков?; Mosca, 5 maggio 1948 – Mosca, 8 luglio 2012) è stato un calciatore sovietico, dal 1991 russo, di ruolo centrocampista.

## Statistiche

### Cronologia presenze e reti in Nazionale
| Cronologia completa delle presenze e delle reti in nazionale ― Unione Sovietica | Cronologia completa delle presenze e delle reti in nazionale ― Unione Sovietica | Cronologia completa delle presenze e delle reti in nazionale ― Unione Sovietica | Cronologia completa delle presenze e delle reti in nazionale ― Unione Sovietica | Cronologia completa delle presenze e delle reti in nazionale ― Unione Sovietica | Cronologia completa delle presenze e delle reti in nazionale ― Unione Sovietica | Cronologia completa delle presenze e delle reti in nazionale ― Unione Sovietica | Cronologia completa delle presenze e delle reti in nazionale ― Unione Sovietica |
| Data                                                                            | Città                                                                           | In casa                                                                         | Risultato                                                                       | Ospiti                                                                          | Competizione                                                                    | Reti                                                                            | Note                                                                            |
| ------------------------------------------------------------------------------- | ------------------------------------------------------------------------------- | ------------------------------------------------------------------------------- | ------------------------------------------------------------------------------- | ------------------------------------------------------------------------------- | ------------------------------------------------------------------------------- | ------------------------------------------------------------------------------- | ------------------------------------------------------------------------------- |
| 16/06/1968                                                                      | Leningrado                                                                      | Unione Sovietica                                                                | 3 – 1                                                                           | Austria                                                                         | Amichevole                                                                      | -                                                                               | 46’                                                                             |
| 20/02/1969                                                                      | Bogotà                                                                          | Colombia                                                                        | 1 – 3                                                                           | Unione Sovietica                                                                | Amichevole                                                                      | -                                                                               | 55’                                                                             |
| 23/05/1969                                                                      | Mosca                                                                           | Unione Sovietica                                                                | 0 – 1                                                                           | Svezia                                                                          | Amichevole                                                                      | -                                                                               | 56’                                                                             |
| Totale                                                                          |                                                                                 | Presenze                                                                        | 3                                                                               |                                                                                 | Reti                                                                            | 0                                                                               |                                                                                 |